# Verkehrsgemeinschaft Westfalen-Süd
Die Verkehrsgemeinschaft Westfalen Süd (VGWS) wurde am 1. Januar 1975 als Zusammenschluss aller am öffentlichen Personennahverkehr (ÖPNV) in den Kreisen Siegen-Wittgenstein und Olpe beteiligten Verkehrsunternehmen gegründet. Ihre Aufgabe war es, für einen einheitlichen Tarif und abgestimmte Fahrpläne zu sorgen.
Aufgabenträger sind für den Schienenpersonennahverkehr (SPNV) im Kooperationsraum 8 (Westfalen Süd) der Zweckverband Personennahverkehr Westfalen Süd (ZWS), für den Straßenpersonennahverkehr (ÖSPV) die beiden Kreise. Diese Regelung wird auch im Westfalentarif so beibehalten.
Im Gebiet der ehemaligen VGWS fand schon am 18. März 1895 die erste Fahrt eines benzingetriebenen Omnibusses durch die Netphener Omnibusgesellschaft statt.
Das Verkehrsgebiet mit einer Fläche von rund 1.850 km² grenzte im Norden an die Verkehrsgemeinschaft Ruhr-Lippe (VRL), im Osten an den Nordhessischen Verkehrsverbund (NVV), im Südosten an den Rhein-Main-Verkehrsverbund (RMV), im Südwesten an den Verkehrsverbund Rhein-Mosel (VRM) und im Westen an den Verkehrsverbund Rhein-Sieg (VRS).
Zum 1. August 2017 wurde der Tarif der Verkehrsgemeinschaft Westfalen-Süd mit dem Ruhr-Lippe-Tarif, dem Münsterland-Tarif, dem Hochstift-Tarif sowie dem Sechser zum Westfalentarif zusammengeschlossen.

## Städte und Gemeinden im Verkehrsgebiet der VGWS
1. Attendorn
2. Bad Berleburg
3. Bad Laasphe
4. Burbach
5. Drolshagen
6. Erndtebrück
7. Finnentrop
8. Freudenberg
9. Hilchenbach
10. Kirchhundem
11. Kreuztal
12. Lennestadt
13. Netphen
14. Neunkirchen
15. Olpe
16. Siegen
17. Wenden
18. Wilnsdorf

Außerdem gibt es bei grenzüberschreitenden Fahrten nach Hessen und Rheinland-Pfalz VGWS-Übergangstarifzonen.
In das RMV-Gebiet:
1. Dietzhölztal
2. Dillenburg
3. Haiger

In das NVV-Gebiet:
1. Battenberg
2. Hatzfeld

In das VRM-Gebiet:
1. Betzdorf
2. Daaden-Herdorf
3. Kirchen
4. Wissen
5. Bad Marienberg
6. Rennerod

Wenn keine anderen Übergangsregelungen existieren, gilt innerhalb von NRW der NRW-Tarif.

## Verkehrsunternehmen in der VGWS
- Der Verkehrsgemeinschaft Westfalen Süd gehörten anfangs nur die VWS Verkehrsbetriebe Westfalen-Süd in Siegen, die Westfalenbus aus Münster und das Busunternehmen Albert Schmidt aus Hilchenbach-Dahlbruch an.
- Die Firma Albert Schmidt ist in den 1990er Jahren wegen Firmenaufgabe ausgeschieden.
- Später kamen mit DB Regio NRW, DB Dreiländerbahn (2004–2014), Hellertalbahn GmbH (1999–2014) (Tochterunternehmen der HLB, der KSW und der WEBA) weitere Partner hinzu.
- Am 1. Januar 2002 verkleinerte die Westfalenbus ihren Verkehrsbereich aus finanziellen Gründen, gründete jedoch Tochterunternehmen, wie die Busverkehr Ruhr-Sieg, die unter anderem das Verkehrsgebiet Westfalen-Süd bedient. Am 1. November 2008 wurde sie mit den anderen westfälischen Bahnbusgesellschaften verschmolzen und heißt nun DB Bahn Westfalenbus.
- Seit Dezember 2007 ist Abellio Rail NRW der VGWS beigetreten, da diese die Ausschreibungen auf dem Ruhr-Sieg-Netz gewonnen hat (RE16/RB40/RB91).
- Außerdem erkannte auch die Westerwaldbahn GmbH (WEBA) auf der Daadetalbahn (RB97) VGWS-Fahrkarten an.
- Im Dezember 2010 ersetzte DB Regio Rheinland die DB Regio NRW auf der Linie RE9. Im Sommer 2011 wurde diese jedoch in die DB Regio NRW eingegliedert. Die Linie trägt den Namen Rhein-Sieg-Express (RSX).
- Weiterhin trat die Hessische Landesbahn (HLB) im Dezember 2010 mit der Übernahme der Linie RE99 (Siegen – Gießen – Frankfurt) der VGWS bei. Ab Dezember 2014 betrieb sie außerdem die Regionalbahnen im Dieselnetz Eifel-Westerwald-Sieg.
- Als letztes Mitglied trat die Verkehrsgesellschaft Lahn-Dill-Weil mbH (VLDW) bei; diese hatten Ausschreibungen im Raum Olpe gewonnen.